# Lac des Fougères
Pour les articles homonymes, voir Fougère.
Le lac des Fougères est un lac de l'île principale des îles Kerguelen dans les Terres australes et antarctiques françaises (TAAF). Il est situé sur le plateau Central.